# Diana Gomes
Diana Duarte Gomes (6 de Julho de 1989) é uma nadadora portuguesa.
Fez os mínimos para os Jogos Olímpicos com apenas catorze anos. Foi detentora de praticamente todos os recordes nacionais absolutos no estilo de bruços.
Diana Gomes é filiada no Clube de Futebol "Os Belenenses", mede 1,68 m de estatura e pesa 51 kg .

## Recordes Nacionais a Bruços
Piscina de 25m
- 100 Bruços 01.07,17 19 de dezembro de 2009 Loures

## Resultados
Campeonatos da Europa de Juniores
- 2004 (Lisboa)
  - 200m Bruços: 5º Lugar
  - 100m Bruços: 6º Lugar
- 2005 (Budapeste)
  - 50m Bruços: 3º Lugar
  - 100m Bruços: 1º Lugar
  - 200m Bruços: 1º Lugar

Campeonatos da Europa de Piscina Curta
- 2004(Viena)
  - 50m Bruços: 18º Lugar
  - 100m Bruços: 18º Lugar
  - 200m Bruços: 19º Lugar
- 2005(Trieste)
  - 50m Bruços: 29º Lugar
  - 100m Bruços: 16º Lugar
  - 200m Bruços: 14º Lugar
- 2006(Helsínquia)
  - 50m Bruços: 22º Lugar
  - 100m Bruços: 14º Lugar
  - 200m Bruços: 13º Lugar

Campeonatos Mundiais de Piscina Curta
- 2005 (Xangai)
  - 50m Bruços: 21º Lugar
  - 100m Bruços: 18º Lugar
  - 200m Bruços: 13º Lugar

Campeonatos Mundiais de Piscina Longa
- 2005 (Montreal)
  - 50m Bruços: 18º Lugar
  - 100m Bruços: 22º Lugar
  - 200m Bruços: 14º Lugar
- 2007(Melbourne)
  - 50m Bruços: 24º Lugar
  - 100m Bruços: 28º Lugar
  - 200m Bruços: 26º Lugar

Jogos Olímpicos
- 2004 (Atenas)
  - 100m Bruços: 24º Lugar
  - 200m Bruços: 23º Lugar
- 2008 (Pequim)
  - 100m Bruços: 26º Lugar
  - 200m Bruços: 29º Lugar